# Канака Даса

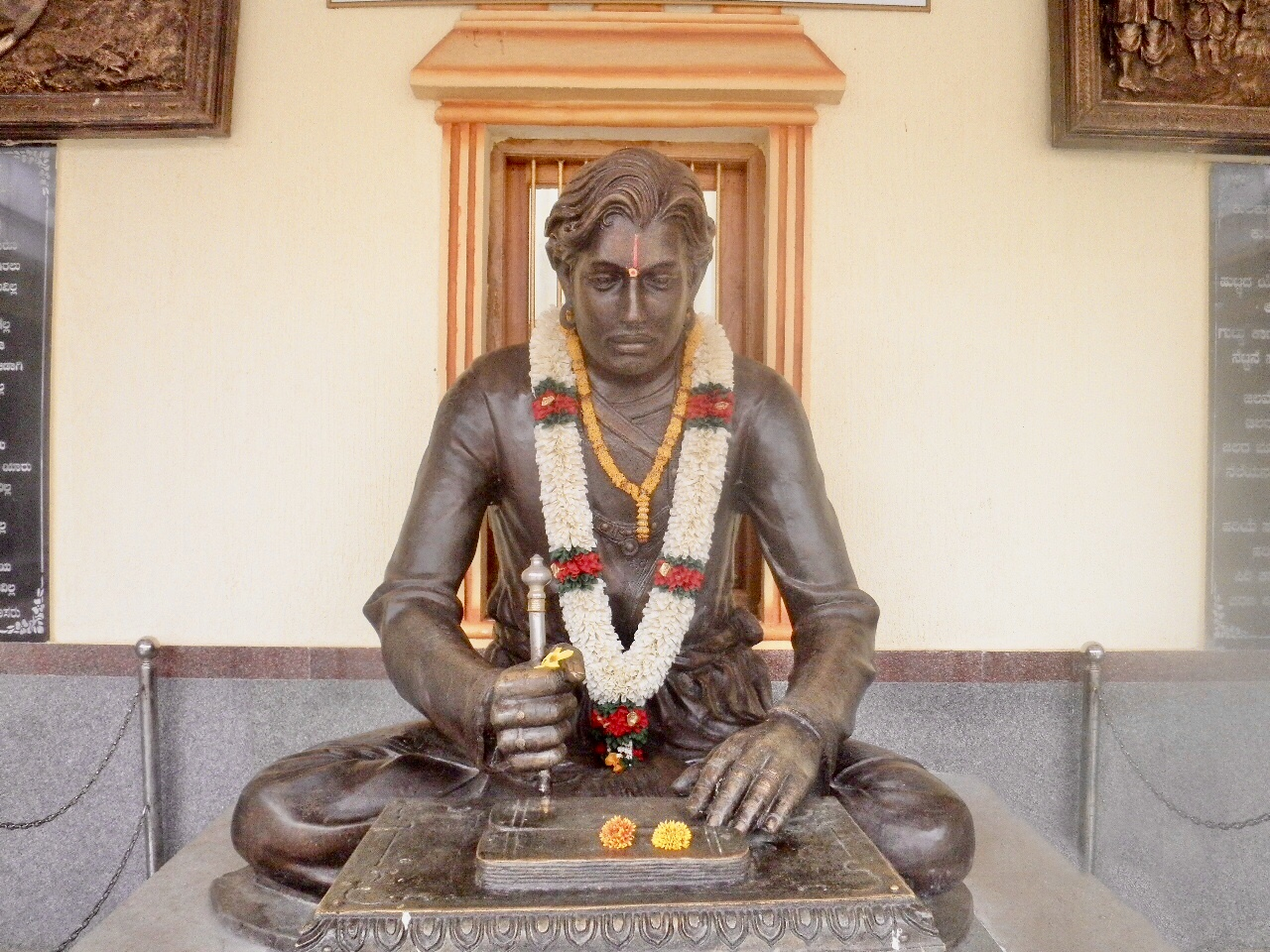
Бронзовая статуя Канака Даса

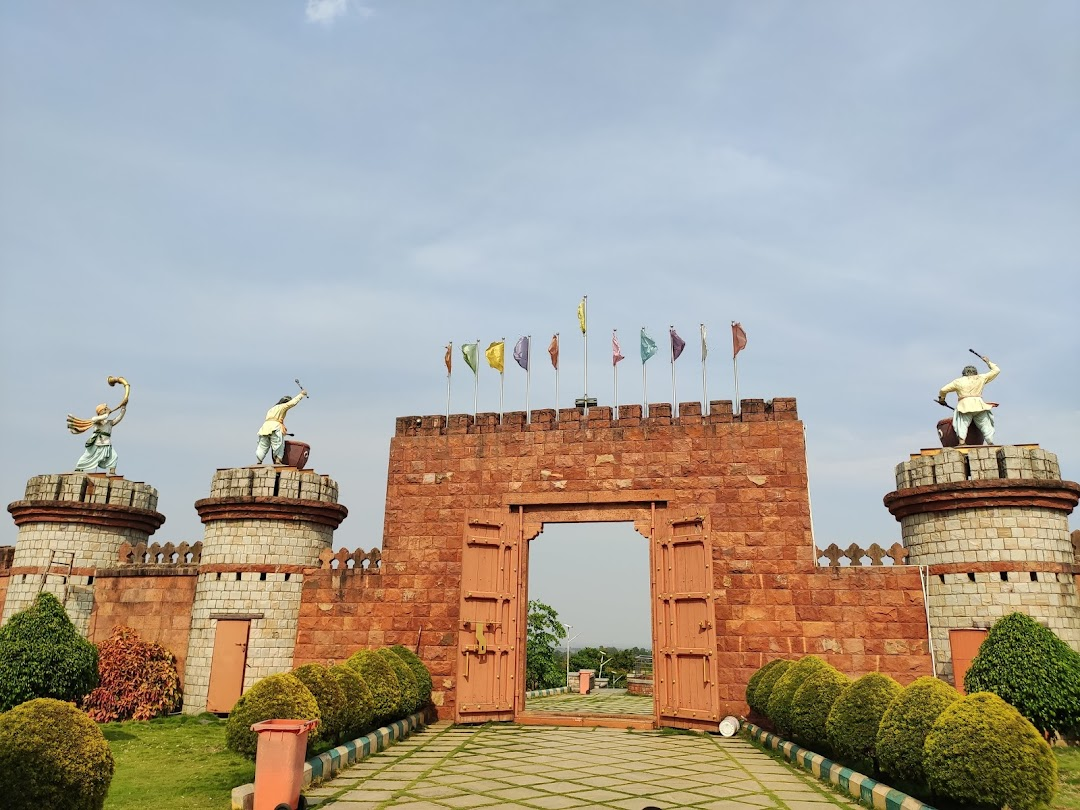
Форт Канака

Канака Даса (урождённый Тиммаппа Наяка) (санскр. कनकदासः, телугу కనకదాసు; 6 ноября 1509, Баада, Шиггаон, Виджаянагарская империя (современный округ Хавери, Карнатака, Индия) — 1609) — кришнаитский индуистский святой, Харидаса, известный композитор и исполнитель карнатической музыки, поэт, философ. Известен своими сочинениями на языке каннада для карнатической музыки. Как и другие Харидасы, использовал простой язык каннада и родные метрические формы для своих композиций.
Канака Даса был низкого происхождения, из касты пастухов. Служил в армии, был воином в крепости Банкапура. Основываясь на одном из его сочинений, предполагается, что он был серьёзно ранен в битве и чудом спасся. После этого инцидента он отказался от профессии воина и посвятил себя сочинению музыки, написанию стихов и прозы, объяснению философии простому человеку. Его ранние работы включают в себя стихи под названием «Нарасимха стотра», «Рамадхьяна-мантра» и «Моханатарангини».
Его стихи затрагивают многие аспекты жизни и разоблачают тщетность внешних ритуалов. Они подчеркивают необходимость воспитания в жизни моральных ценностей. Его композиции касались не только религиозного аспекта, но и социальных проблем. Канака Даса был очень агрессивен и прямолинеен в критике зла общества, такого как заявления о превосходстве с использованием системы каст. Его стихотворение «Кула Кула Кулавенду ходедхададири» просит людей не отделять себя друг от друга, потому что все люди рождаются одинаковыми, все едят одну и ту же пищу и пьют одну и ту же воду, следовательно, никто не превосходит или не уступает друг другу.
По легенде в XVI веке, когда в Храм Кришны в Удипи великий преданный Кришны Канака Даса пришёл в Удупи с целью поклониться божеству Шри Кришны в Шри Кришна-матхе. Так как Канака Даса был низкого происхождения, ему не позволили войти в храм. Обойдя вокруг святыни, он увидел маленькое окошко в задней части храма. Обрадовавшись возможности впервые лицезреть своего возлюбленного, Канака припал к этому окошку, где смог увидеть Кришну только со спины. Канака Даса, забывшись, начал петь Кришне хвалебный гимн. Люди, завороженные мелодией и словами его бхаджана, собрались вокруг. Они были поражены глубиной бхакти этого простолюдина. Тут, к великому удивлению сотен людей и священнослужителей, мурти Кришны развернулось и позволило Канаке получить даршан. И до сегодняшнего дня паломникам показывают то место и окошко (известное как канакана-кинди), возле которого Канака Даса пел свою песню и Кришна, тронутый чистой любовью и преданностью Канака Дасы, ответил на его любовь. Божество Кришны стоит лицом к канакана-кинди и по сегодняшний день. Таким образом, храм Кришны в Удупи является единственным индуистским храмом, в котором мурти стоит спиной ко входу.
Он автор около двухсот сорока музыкальных произведений Карнатаки (Киртан, Угабхога, пады и mundiges или философские песни) помимо пяти основных произведений. Его сочинения издаются на многих языках. Например, в популярных книгах опубликовано около 100 песен на языке каннада и 60 песен на английском языке.

## Основные труды
- Налачаритре (ನಳಚರಿತ್ರೆ)
- Харибхактисара (ಹರಿಭಕ್ತಿಸಾರ)
- Нрисимхастава (ನೃಸಿಂಹಸ್ತವ)
- Рамадханьячаритре (ರಾಮಧಾನ್ಯಚರಿತೆ)
- Моханатарангини (ಮೋಹನತರಂಗಿಣಿ)